# Loxosoma incertae sedis minutum
Loxosoma incertae sedis minutum is een soort in de taxonomische indeling van de kelkwormen (Entoprocta). 
De worm behoort tot het geslacht Loxosoma incertae sedis en behoort tot de familie Loxosomatidae. De wetenschappelijke naam van de soort werd voor het eerst geldig gepubliceerd in 1912 door Osburn.